# Txerepànovo (Perm)
|  | Per a altres significats, vegeu «Txerepànovo». |

Txerepànovo (en rus: Черепаново) és un poble del krai de Perm, a Rússia, que en el cens del 2010 tenia vuit habitants.